# Der Blaue
Pour plus de détails, voir Fiche technique et Distribution.
Der Blaue est un film allemand réalisé par Lienhard Wawrzyn, sorti en 1994.

## Synopsis
Après la réunification, le Dr. Otto Skrodt, devient politicien à Bonn. Un jour, son vieil ami Karl lui demande une aide financière. Otto pense que c'est un chantage car il l'avait dénoncé aux autorités à l'époque de l'Allemagne de l'Est et croit qu'il l'a découvert.

## Fiche technique
- Titre : Der Blaue
- Réalisation : Lienhard Wawrzyn
- Scénario : Lienhard Wawrzyn d'après son roman
- Musique : Wolfgang Hammerschmid
- Photographie : Martin Kukula
- Montage : Bettina Böhler
- Production : Gebhard Henke, Nicole Kellerhals, Christina Undritz et Klaus Volkenborn
- Société de production : Journal Filmproduktion
- Pays :  Allemagne
- Genre : Drame
- Durée : 96 minutes
- Dates de sortie : 
  -  Allemagne : 21 février 1994

## Distribution
- Manfred Krug : Otto Skrodt
- Ulrich Mühe : Karl « Kalle » Kaminski
- Meret Becker : Isabelle Skrodt
- Klaus Manchen : le directeur général Werner
- Marijam Agischewa : Mandy Skrodt
- Jean Claude Mawila : Martin, l'ami d'Isabelle
- Lienhard Wawrzyn : Baum, le colonel de la Stasi
- Michael Christian : le général Pohlschröder
- Anette Hellwig : Heidi Pohlschröder

## Distinctions
Le film a été présenté en sélection officielle en compétition lors de Berlinale 1994.